# Roza Robota
Roza Robota (Ciechanów, 1921 – Auschwitz-Birkenau, 6 de junho de 1945) ou Róża Robota em polaco, mencionada em outras fontes como Rojza, Rozia ou Rosa, foi a líder de um grupo de quatro mulheres que resistiram ao Holocausto e foram enforcadas no campo de exterminio de Auschwitz pelo seu papel na revolta dos Sonderkommandos o 7 de outubro de 1944.

## Biografia
Róża nasceu em Ciechanów, Polónia, numa família judia de classe média; Róża tinha um irmão e uma irmã. Fazia parte do Movimento Juvenil Sionista HaShomer HaTzair, onde começou em actividades clandestinas depois da invasão nazista a Polónia em 1939. Róża habitualmente usava seu nome hebreu, Shoshana. Na casa de Izajasz (Isaiah) Robota, no número 4 da rua Żydowska, em Ciechanów, encontrava-se a Biblioteca Perec, a sociedade cultural judia mais activa nessa cidade, onde se organizavam discussões de literatura polaca, judia e mundial, bem como obras de teatro, conferências e danças.

### Auschwitz
Róża foi transportada ao campo de extermínio num comboio do Holocausto durante a dissolução do gueto de Ciechanów em 1942. Ela sobreviveu à selecção e foi enviada a Auschwitz II (Birkenau), onde ela se envolveu na difusão clandestina de notícias entre os prisioneiros. Trabalhou no depósito de roupa adjacente ao Crematório III, onde se queimavam os corpos das vítimas assassinadas nas câmaras de gás. Foi recrutada por outros prisioneiros que se organizavam de maneira clandestina, aqueles que a conheciam de sua cidade natal, para contrabandear "Schwarzpulver" (pólvora ou dinamita, de acordo a diferentes fontes) colectada por mulheres na fábrica de munições "Weichsel", de Krupp, para entregar o material explosivo a um Sonderkommando chamado Wróbel, quem também era um militante da resistência.  Esta schwartzpulver foi utilizada para fabricar granadas rudimentarias que ajudaram a voar o crematório durante a revolta dos Sonderkommando. Nesta tarefa foi ajudada por Hadassa Zlotnicka e Asir-Godel Zilber, também de Ciechanów, a quem Robota recrutou para a resistência. Junto a outras mulheres que trabalhavam na fábrica nazista, elas foram capazes de obter, ocultar e levar aos homens do crematório, entre uma e três cucharadas pequenas de schwartzpulver por dia, e não todos os dias.  Os Sonderkommando voaram o Crematório III o 6 de outubro de 1944.
Robota e outras três mulheres (Asa Gertner, Estusia Wajcblum, and Regina Safirsztajn) foram presas pela Gestapo e toruradas no temido Bloco 23, mas negaram-se a revelar os nomes dos demais participantes da operação. Foram penduradas o 6 de janeiro de 1945. Robota tinha 23 anos de idade. De acordo a diversos depoimentos de testemunhas da execução, ela e suas camaradas gritaram "Nekamá" ("vingança!", em hebraico). Há quem disse que elas gritaram "Chazak V'ematz" ("Sejam fortes e tenham coragem", a frase bíblica que Deus dirigiu a Joshua depois da morte de Moisés.
A revolta causou 70 mortos entre as  forças da SS e voou o teto de um crematório. Como as tropas russas encontravam-se a curta distância do campo de extermínio, numa tentativa de ocultar as evidências dos crimes, os nazistas tentaram destruir eles mesmos outros quatro crematórios.

## Herança
Em Yad Vashem, em Jerusalém, foi construído um monumento em honra a Robota e as outras três mulheres executadas.

## Leituras
- Gurewitsch, Brana (1998). Mothers, Sisters, Resisters: Oral Histories of Women Who Survived the Holocaust (em inglês). [S.l.]: The University of Alabama Press. ISBN 0-8173-0952-7
- Shelley, Lore (1996). The Union Kommando in Auschwitz: The Auschwitz Munition Factory Through the Eyes of Its Former Slave Laborers (em inglês). [S.l.]: University Press of America. ISBN 0-7618-0194-4